# 梅丽塔·马施曼
梅丽塔·马施曼（Melita Maschmann，1918年1月10日—2010年2月4日）是一位德国回忆录作家。1963年，她出版了著作《结论：不可试图美化》（Fazit: Kein Rechtfertigungsversuch ，1963年），她在這部回憶錄中提到了她在希特拉青年團的歲月，而且當時她積極替纳粹政权作政治宣传。
马施曼一生未婚，无子女。在生命的最后十年里，她一直罹患阿茲海默症。纪录片《青少年》（2013年）曾讲述了马施曼的人生，Ivy Blackshire在片中饰演马施曼。